# 55.ª Avenida
La 55ª Avenida Noreste, o conocida más al sur como la 55ª Avenida Sureste es una de las avenidas que recorre la ciudad de Managua en sentido norte y sur.

## Trazado
La 55.ª Avenida Noreste inicia al norte de la ciudad de Managua en el Reparto Jardines de Santa Clara, cerca del lago Xolotlán. La pista inicia dividiendo el Barrio Villa Vallarta y el Barrio Selim Shible, dirigiéndose al sur pasando por el Camino Viejo a Tipitapa, luego al pasar por la Pista Pedro Joaquín Chamorro se interseca con el Paso a Desnivel Portezuelo de seis carriles en el Barrio Santa Rosa, después al pasar por la Calle Central, desde ahí se llama 55.ª Avenida Sureste, pasando por la 2.ª Calle Sureste,  3.ª Calle Sureste hasta finalizar en la intersección con la Rotonda La Virgen, la Pista Larreynaga y la Pista de La Solidaridad

## Barrios que atraviesa
La avenida pasa por el Reparto Jardines de Santa Clara, Barrio Santa Rosa, Barrio Carlos Marx, Barrio 14 de Septiembre, Colonia Xolotlán.